# Xoses
Els xoses (IPA [ˈkǁʰoːsa]) són un poble de parla xosa, una llengua nigerocongolesa i que viu al sud-est de l'actual Sud-àfrica. Es dividien en els grups principals xosa, tembu i pondo, mentre que els xosa pròpiament dits se sotsdividien en les tribus gcaleka, ngqita, ndlamba, dushane, qaye i gqunkhwabe. Formaven clans patrilinials, eren polígams i practicaven la circumcisió.

## Història
Els xosa pertanyen al grup nguni, que es creu que va baixar des de Kenya vers el 1500 amb altres pobles bantu. El nom cafre (de kafir) els fou donat pels àrabs amb què tingueren contacte en el segle xvii.
Segons els xoses, també eren descendents d'un avantpassat comú, Zuide, qui cap al 1500 aproximadament es va establir al Nord de l'actual Sud-àfrica. Aquest va tenir tres fills, Tembu, fundador dels tembu, Xosa, dels xoses, i Mponda, dels mponda i mpondumisi. El fill de Xosa fou Togush i la següent divisió arribà amb el desè descendent, Palo (vers el 1780), que tenia tres fills:
- Galeka, qui va tenir com a descendents Klanta, Hinza i Kreli (1851), cap dels galeka, establits entre els rius Bashee i Umtata
- Omlao, amb el seu fill Ngquika (1817) i el seu net Sandeli (1846), cap dels ngquika, a les muntanyes Amatola.
- Rarabe, amb els seus dos fills, Mbalu, cap dels mbalu, i Ndhlamle, dels ndhlamle.

El nom de xosa el van rebre com a epònim d'un dels fills de Zuide, i que fou cabdill pel 1530.
El 1686 es produí el primer contacte entre els xosa i els nàufrags d'un vaixell neerlandès, però es produïren enfrontaments entre els xosa i els bòers per la qüestió del ramat, puix que els bòers, de costums europeus, marcaven el ramat i el deixaven pasturar sol. Els xosa, que tenien com a costum deixar un pastor que el vigilés, interpretaven aquest fet com que el ramat era abandonat i que se'l podien quedar. També foren visitats pels britànics Barrow el 1796 i Lichtenstein el 1805.
El 1780 el cabdill xosa Palo s'enfrontà als bòer per la qüestió de les terres i del ramat en la Primera Guerra Cafre. Més tard, Galeka fou considerat com a rei dels xoses (tant del grup com de tots en conjunt). Fonien el coure i el ferro i els inkose eren els cabdills hereditaris de les principals faccions (xoses, tembu, mpande i fingo). També rendien culte als manes familiars amb complicats rituals, i els umkumkani o inkosi-enkulu eren cabdills menors.
Cap al 1811 intentaren ocupar el Zuurveld, però foren atacats per Graham, qui els obligà a retrocedir. El 1817 el governador de la Colònia del Cap, Somerset, reconegué Ngquika com a rei de tots els xhosa, encara que Hinza era el cabdill més important. Fins a la seva mort el 1828 fou considerat com a rei dels xoses pels britànics, que li donaren suport el 1818 quan fou atacat per Hinza i Ndhlamble, que es negaren a reconèixer-lo. Aquest fet va culminar el 22 d'abril del 1819 quan el profeta Makanna atacà Grahamstown, defensada per Wiltshsire. Finalment vençuts, hagueren de cedir als britànics les terres de Koenap, Kei i Grootvis.
A la mort de Ngquika el 1828 fou reconegut rei pels britànics Macomo, qui va regnar fins a la seva destitució. El 1833 fou reconegut com a rei Tyali, però l'11 de desembre del 1834 se li revoltaren Xexo i Macomo amb 10.000 guerrers. Foren vençuts pel coronel Smith i el 17 de setembre del 1835 els anglesos ocuparen el territori fins al riu Kei. L'u de març del 1846 es produí una revolta tembu i gaika, però foren vençuts el 7 de juny del 1847 a Gwanju. Tanmateix, el cabdill, Sandeli, no es va sotmetre fins al 1848.
Cap al 1841 s'establí una escola mixta de missioners entre els xosa a Lovedab, alhora que també es produeix un cert mestissatge entre xoses i bòers. Tanmateix, l'octubre del 1850 els anglesos intentaren destituir Sandeli després de sentir rumors d'una revolta general. Aquest es negà i el 24 de desembre rebutjà les tropes del coronel Mackinnon alhora que atacà Fort Cox. El 1852 Henry Smith fou substituït per Cathcart i vencé i sotmeté Kreli. Més tard, Sandeli també se sotmetria.
El 1856 es produiria un darrer acte de rebel·lió. Dirigits per l'endeví Mhlakiza i la profetessa Nogquanse immolaren llur ramat als déus com a acte de purificació per tal que els ajudessin a expulsar els blancs de llurs terres. Com a resultat es produí una forta fam que va fer reduir el nombre de xoses de 100.000 a 40.000 individus.
Aixafada així la resistència, el 1865 tota la província anomenada Cafreria fou annexada a Colònia del Cap, llevat Fingoland, que fou annexada el 1879, i Tembuland, que no ho fou fins al 1884. El 1877 es produí una guerra civil entre els fingo i els galeka. Alhora, el cabdill xosa Seevakumi s'enfrontà als bòers al Transvaal, que van arrabassar unes 15.000 vaques i 20.000 xais als galeka.
El seu territori fou posat sota la jurisdicció de la Colònia del Cap i s'hi obriren escoles colonials, encara que alguns territoris tribals, com el Transkei, va rebre certa autonomia sota un cabdill el 1896. Molts d'ells participarien en la fundació el 1912 del Congrés Nacional Africà, que acabarien dominant. Altres, però, com Kaiser Matanzima col·laborarien amb el règim de l'apartheid, que va constituir al seu territori els bantustans de Transkei i Ciskei.

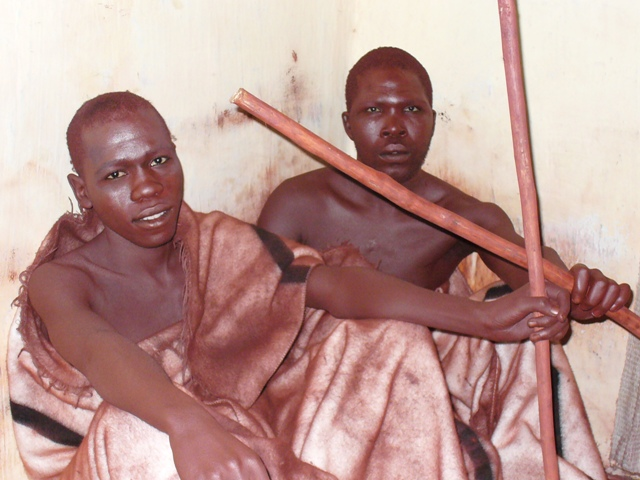
Joves xoses iniciats

## Xoses importants
Nelson Mandela és un xosa del grup tembu. Altres xoses importants han estat:
Amampondo ·  Stephen Biko ·  Fats Bookulane ·  Brenda Fassie ·  Ken Gampu ·  Chris Hani ·  Bantu Holomisa ·  Archibald Campbell Jordan ·  John Kani ·  Winnie Madikizela-Mandela ·  Miriam Makeba ·  Govan Mbeki ·  Thabo Mbeki ·  S.E.K. Mqhayi ·  Victoria Mxenge ·  Bongani Ndodana ·  Bulelani Ngcuka ·  Makhaya Ntini ·  Winston Ntshona ·  Percy Qoboza ·  Walter Sisulu ·  Robert Sobukwe ·  Enoch Sontonga ·  Oliver Tambo ·  Zwelithini Tunyiswa ·  Desmond Tutu ·  Ashley Buti ·  St John Page Yako ·  Dr. George Clark